# Angelo Jacobini
Angelo Jacobini (ur. 25 kwietnia 1825 w Genzano di Roma, zm. 3 marca 1886 w Rzymie) – włoski kardynał.

## Życiorys
Urodził się 25 kwietnia 1825 roku w Genzano di Roma, jako syn Vincenza Jacobiniego i Giacinty Parri. Studiował na La Sapienzy, gdzie uzyskał doktorat utroque iure i z teologii. 27 marca 1872 roku został kreowany kardynałem diakonem i otrzymał diakonię Sant'Eustachio. Zmarł 3 marca 1886 roku w Rzymie.